# Joaquín Gómez de la Cortina
Joaquín Gómez de la Cortina, Salceda y Morante, Gómez de la Bárcena, Rodríguez de Pedroso y Soria, García de la Lama, més conegut com a Joaquín Gómez de la Cortina (Ciutat de Mèxic, 6 de setembre de 1805 - Madrid, 19 de juny de 1868), I marquès de Morante, va ser catedràtic de la Universitat d'Alcalá de Henares i un dels fundadors de la Universitat Complutense de Madrid.

## Biografia
Fill de Vicente Gómez de la Cortina y Salceda i María Ana Gómez de la Cortina, comtessa de la Cortina. Com els seus germans, va viatjar a Madrid en 1820 per realitzar els seus estudis al Col·legi de San Antonio de Abad. Va continuar estudis a la Universitat d'Alcalá de Henares, de la qual arribaria a ser rector. Va ser rector dos cops de la Universitat Complutense de Madrid (1841-42 i 1851-54). Fou amic del compositor Francisco Asenjo Barbieri.
Va pertànyer a la generació de catedràtics que es van formar a Alcalá i van exercir el seu magisteri a Madrid, pont entre les dues seus acadèmiques, entre la universitat de l'antic règim i la universitat liberal. Una fita notable seva ho constitueixen els dos reglaments de règim interior que va impulsar. La importància d'aquests reglaments (un de 1842 i un altre de 1853) radica que a través d'ells podem albirar el canvi general de les pràctiques i les concepcions des d'Alcalá fins a Madrid, en amb prou feines deu anys que intervé entre ells. Fou professor de Dret canònic en la Universitat d'Alcalá de 1829 a 1832, i des de 1836 a la Universitat de Madrid. En 1844 també fou nomenat Magistrat Supernumerari de l'Audiència de Madrid, càrrec que va ocupar fins 1856. En 1848 la reina Isabel II d'Espanya li concedí el títol de Marquès de Morante. Vinculat a la Unió Liberal d'O'Donnell, en 1866 fou nomenat senador vitalici.
Fou catedràtic fins al 1865, quan va patir un accident en caure d'una escala. En morir fou enterrat a Salarzón (Cantàbria).